# فريز ياكوب فريدريش
فرايز ياكوب فريدريش (بالألمانية: Jakob Friedrich Fries)‏ (و. 1773 – 1843 م) هو فيلسوف، وفيزيائي، ورياضياتي، وأستاذ جامعي من ألمانيا . ولد في باربي (مدينة). وكان عضواً في الأكاديمية البروسية للعلوم .
توفي في ينا ، عن عمر يناهز 70 عاماً.

## مناصب وهيئات
أدار جامعة هايدلبرغ، وجامعة ينا.

## روابط خارجية
- فريز ياكوب فريدريش على موقع الموسوعة البريطانية (الإنجليزية)